# Edith Bouvier Beale
Edith Bouvier Beale (New York, 7 novembre 1917 – Bal Harbour, 9 gennaio 2002) è stata una cabarettista e modella statunitense, prima cugina di Jacqueline Kennedy Onassis. Era conosciuta anche con il soprannome di "Little Edie" per distinguerla dalla madre Edith Ewing Bouvier Beale, detta "Big Edie".
È nota soprattutto per la sua partecipazione con la madre al documentario di Albert e David Maysles Grey Gardens nel 1975 che descrive il rapporto tra le due donne e la decisione di trasferirsi nella magione fatiscente di Grey Gardens, decisione che rivoluziona la loro vita. Dopo la morte della madre, Edith si è trasferita a New York dove ha lavorato come cabarettista in sedi prestigiose, tra cui Reno Sweeney di Manhattan. Soffriva di alopecia areata universale da prima dei quarant'anni.
È morta a Bal Harbour in Florida il 9 gennaio 2002 all'età di 84 anni, il suo corpo venne ritrovato in casa dopo cinque giorni, il coroner della contea di Miami-Dade affermò che le possibili cause di morte erano state un attacco di cuore o un ictus causato dall'arteriosclerosi. È stata sepolta nel Locust Valley Cemetery a Locust Valley nella contea di Suffolk nell'isola di Long Island.
Per la regia di Albert e David Maysles e Ian Markiewicz è uscito nel 2006 una sorta di seguito di Grey Garden, intitolato The Beales of Grey Gardens.. Sempre nel 2006 dal documentario del 1975 è stato tratto il musical omonimo: dopo il debutto a febbraio nell'Off Broadway, è andato in scena a Broadway nell'autunno dello stesso anno; per la sua acclamata interpretazione nel duplice ruolo di Edith Bouvier Beale e della giovane Edith Ewing Bouvier Beale Christine Ebersole ha vinto il Drama Desk Award, l’Obie Award, il Drama Critics' Circle Award, il Drama League Award, l'Outer Critics Circle Award e il Tony Award alla miglior attrice protagonista in un musical.. Nel 2009 è stato girato il film per la televisione Grey Gardens - Dive per sempre che ha vinto importanti premi: il Migliore film per la televisione agli Emmy del 2009 e, ai Golden Globe del 2010, il premio per Miglior mini-serie o film per la televisione e quello per la Miglior attrice in una mini-serie o film per la televisione andato a Drew Barrymore per l'interpretazione di "Little Edie".

## Filmografia
- Grey Gardens, regia di Albert e David Maysles, Ellen Hovde e Muffie Meyer (1975)
- The Beales of Grey Gardens, regia di Albert e David Maysles e Ian Markiewicz (2006)
- Grey Gardens - Dive per sempre, regia di Michael Sucsy (2019)